# Portunus argentatus
Portunus argentatus – gatunek kraba z rodziny portunikowatych (Portunidae). Jest gatunkiem wszystkożernym ale głównym składnikiem pożywienia są skorupiaki i ryby.

## Występowanie
Zanzibar, Mozambik, RPA, Madagaskar, Zatoka Mannar, Sri Lanka, Andamany, Mjanma, Martaban, Archipelag Mergui, Tajlandia, Japonia, Korea, Chiny, Filipiny, Malezja, Indonezja, Australia, Hawaje.